# 哲学コンサルティング
哲学コンサルティングとは、哲学的な知見や思考法、態度や対話をビジネスや組織運営に応用することを指す。
哲学コンサルティングをおこなうのは、「哲学コンサルティング企業」や「インハウス・フィロソファー」（企業内哲学者）であり、哲学の学位をもつ専門家が哲学コンサルタントとして活動している。代表的な哲学コンサルティング企業には、ニュートリビューム（オランダ）、プロイェクト・フィロゾフィ（ドイツ）、アスコル（アメリカ）、クロス・フィロソフィーズ（日本）などがある。

## 哲学コンサルのビジネス応用事例
哲学コンサルティングの適用範囲は、企業理念や倫理規定の策定といった経営レベルのものから、社員間コミュニケーションの改善、チームビルディング、社員の哲学的思考法の養成（人材育成・社員研修）、コンセプトメイキング、マーケティングリサーチなどのプロジェクトレベルのものまで、多岐にわたる。
Appleでは政治哲学者ジョシュア・コーエンがフルタイムで雇用され、Googleでは哲学の博士号をもつデイモン・ホロヴィッツ（現在は退職）がプライバシーなど倫理的な議論が必要な機能の開発に携わった。人材育成の事例としては、哲学コンサルティング企業アスコルがFacebook（現META）やTwitterなどに対して幹部向けの哲学的コーチングプログラムを提供してきたことが公表されている。日本でもクロス・フィロソフィーズが企業の経営者・幹部向けに哲学コンサルティングを提供したり、企業の経営企画部・研究開発部・人事部やNPO法人、国立機関などを対象に、「新規事業の課題分析や、既存理念の見直しと再構築、対話文化を取り入れた組織開発などの支援」を提供している。

## 歴史
哲学コンサルティングは、実践的哲学における現代的なムーブメントであり、しばしば哲学プラクティス、哲学カウンセリング、臨床哲学とも呼ばれる。歴史的には、ドイツ人哲学者のG. B. アーヘンバッハとオランダ人哲学者のアド・ホーヘンダイクが1980年代に哲学コンサルタントとしての地位を確立し、世界的な展開を導いた。アーヘンバッハは、1981年、自身のクリニックで「哲学カウンセリング」を開業し、1982年には、世界で最も古い哲学カウンセリングと実践の協会である「ドイツ哲学プラクティス・カウンセリング協会（German Society for Philosophical Practice and Counseling）」を設立した。
哲学コンサルティングは、個人のカウンセリングだけでなく、ビジネスコンサルティングにも応用されるようになり、欧州では、1999年にオランダで設立されたニュー・トリヴュウム（The New Trivium）が、「ソクラティック・ダイアログ」などの哲学的対話法を用いたコンサルティングやコーチングを産業界や医療・教育・政府機関・オランダ王室などの幅広い分野のクライアントに行っている。ドイツでも、1991年設立以来、プロイェクト・フィロゾフィ（Projekt Philosophie）が企業やチーム、個人に対して、価値観にもとづくリーダーシップや異文化間マネジメントなど、哲学的なコンサルティングを提供している。
米国では、1998年にニューヨーク市立大学教授のL. マリノフが設立したアメリカ哲学プラクティス協会が「哲学プラクティショナー」を認定しており、数百人の哲学カウンセラーや哲学コンサルタントが活動している。
21世紀に入り、GoogleやAppleといった大手テクノロジー企業で哲学コンサルティングが導入されるようになり、哲学者が企業にフルタイムで雇用されるなど、新たな展開が生まれた。
アジアでは、哲学の博士号をもつ吉田幸司が2017年に日本で最初の哲学コンサルティング会社としてクロス・フィロソフィーズを設立している。インドでは、パンジャブ大学哲学科とケララ大学で哲学カウンセリングのアカデミックコースが提供されている。2021年には、バングラデシュでも哲学カウンセリングに関する動きが始まった。